# اومینکو
اومی‌نِکُو (به ژاپنی: 海猫 ウミネコ Umineko) نام علمی
(Cerasus x parvifolia 'Umineko' Ingram) نام یک نوع درخت ساکورای باغی است. درخت در انگلستان توسط اینگرام از پیوند گیلاس اوشیما و مامه-زاکورا به وجود آمده‌است. تمامی شاخه‌های اصلی و فرعی آن مانند آمانوگاوا راست به سوی بالا جهت دارند و به صورت عمودی پخش نمی‌شوند. بخاطر پخش نشدن شاخه‌ها در کشورهای اروپایی و آمریکا در خیابان‌ها کاشته می‌شود ولی در ژاپن بخاطر کم‌پشتی تعداد گل‌های درخت چندان مورد استقبال قرار نگرفته‌است. طول درخت ۶ متر است.
- ویژگی: غیرافشان. شاخه‌ها راست به سوی بالا جهت دارند.
- تعداد گلبرگ: ۵ عدد
- رنگ:سفید
- قطر گل: ۲٫۸ تا ۳٫۴ سانتیمتر
- زمان گل‌دهی:اواخر ماه مارس تا اوایل ماه آوریل
- محل اصلی:استان هیوگو
- محل نمونه:باغ گیاه‌شناسی جنگل تاما در توکیو